# Gonçalo Ramos
Gonçalo Matias Ramos (Olhão, 2001. június 20. –) portugál válogatott labdarúgó, csatár, a Paris Saint-Germain játékosa.

## Pályafutása

### Klubcsapatokban
2009-ben az Olhanense csapatában kezdett megismerkedni a labdarúgással, majd a CB Loulé korosztályos csapataiba került, és 2013-ban a Benfica akadémiájára igazolt. 2019. január 13-án mutatkozott be a Benfica B csapatában a 84. percben Nuno Tavares cseréjeként a Braga B csapata ellen. 2020. július 21-én az első csapatban is bemutatkozhatott, a 85. percben Pizzi cseréjeként lépett pályára a CD Aves ellen, majd egy szabadrúgásnál érkezett megfelelő ütemben a kapu elé és megszerezte felnőtt karrierje első gólját, majd egy ziccert követően megduplázta góljainak számát.

### A válogatottban
Pályára lépett a 2018-as U17-es labdarúgó-Európa-bajnokságon és a 2019-es U19-es labdarúgó-Európa-bajnokságon.
2024. május 21-én Roberto Martínez szövetségi kapitány kihirdette 26 fős Európa-bajnoki keretét, amelyben ő is szerepelt.

## Statisztika
2023. május 27-i állapotnak megfelelően.
| Klub             | Szezon           | Bajnokság        | Bajnokság | Bajnokság | Kupa     | Kupa  | Ligakupa | Ligakupa | Nemzetközi | Nemzetközi | Összesen | Összesen |
| Klub             | Szezon           | Bajnokság        | Mérkőzés  | Gólok     | Mérkőzés | Gólok | Mérkőzés | Gólok    | Mérkőzés   | Gólok      | Mérkőzés | Gólok    |
| ---------------- | ---------------- | ---------------- | --------- | --------- | -------- | ----- | -------- | -------- | ---------- | ---------- | -------- | -------- |
| Benfica B        | 2018–2019        | Liga Portugal 2  | 5         | 0         | —        | —     | —        | —        | —          | —          | 5        | 0        |
| Benfica B        | 2019–2020        | Liga Portugal 2  | 20        | 4         | —        | —     | —        | —        | —          | —          | 20       | 4        |
| Benfica B        | 2020–2021        | Liga Portugal 2  | 12        | 11        | —        | —     | —        | —        | —          | —          | 12       | 11       |
| Benfica B        | Összesen         | Összesen         | 37        | 16        | 0        | 0     | 0        | 0        | 0          | 0          | 37       | 16       |
| Benfica          | 2019–2020        | Liga NOS         | 1         | 2         | 0        | 0     | 0        | 0        | —          | —          | 1        | 2        |
| Benfica          | 2020–2021        | Liga NOS         | 4         | 2         | 5        | 2     | 1        | 0        | 2          | 0          | 12       | 4        |
| Benfica          | 2021–2022        | Liga NOS         | 29        | 7         | 2        | 0     | 4        | 0        | 11         | 1          | 46       | 8        |
| Benfica          | 2022–2023        | Liga NOS         | 30        | 19        | 2        | 0     | 1        | 1        | 14         | 7          | 47       | 27       |
| Benfica          | Összesen         | Összesen         | 64        | 30        | 9        | 2     | 6        | 1        | 27         | 8          | 106      | 41       |
| Karrier összesen | Karrier összesen | Karrier összesen | 100       | 46        | 9        | 2     | 6        | 1        | 27         | 8          | 143      | 57       |

## Sikerei, díjai
- U19-es labdarúgó-Európa-bajnokság gólkirály: 2019[4]